# Eusphaeropeltis sabah
Eusphaeropeltis sabah är en skalbaggsart som beskrevs av Renaud Maurice Adrien Paulian 1989. Eusphaeropeltis sabah ingår i släktet Eusphaeropeltis och familjen Hybosoridae. Inga underarter finns listade i Catalogue of Life.